# 5 d'Andròmeda
5 d'Andròmeda (5 Andromedae) és una estrella de la constel·lació d'Andròmeda. Té una magnitud aparent de 5,68.